# Console portátil

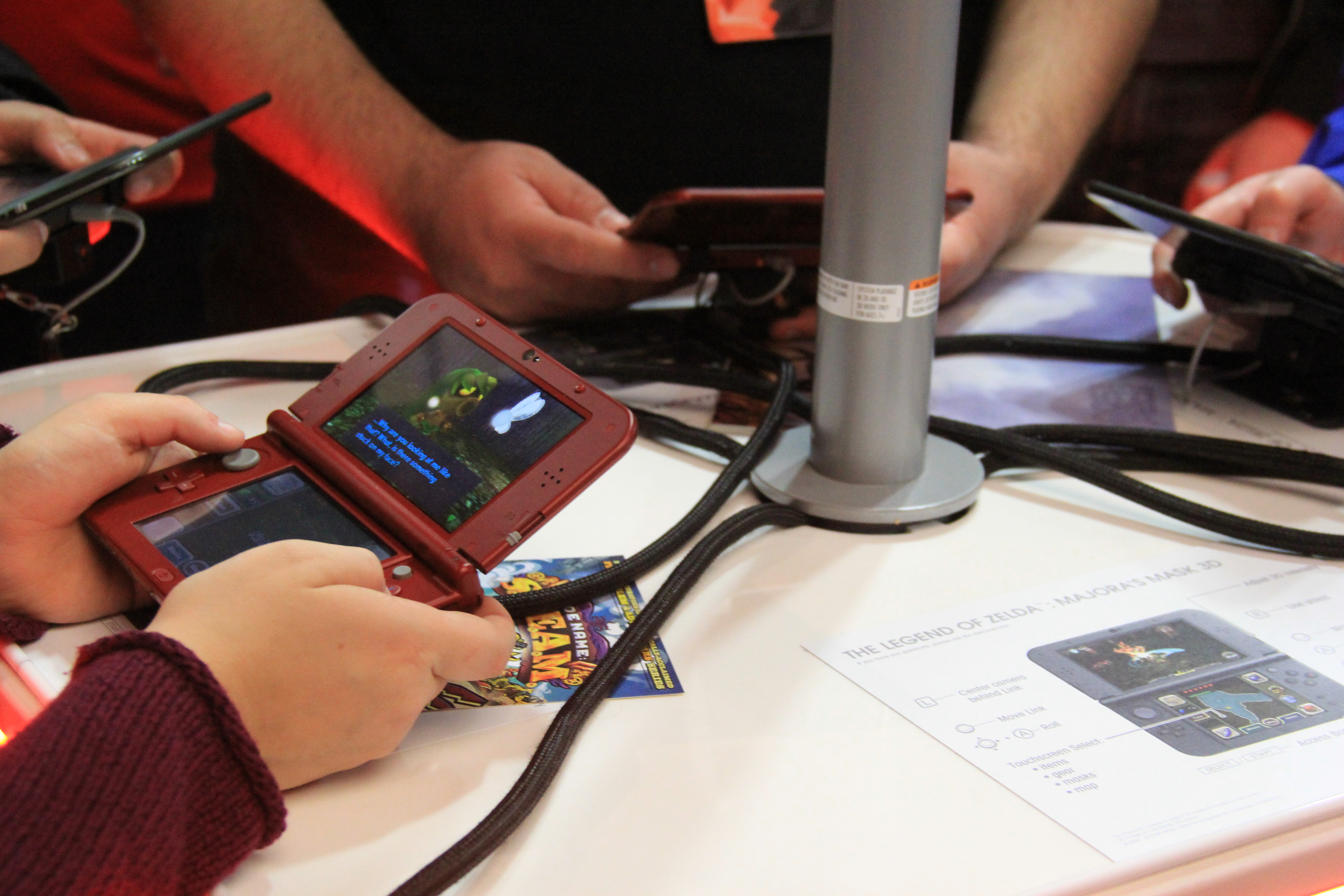
Pessoas jogando Nintendo 3DS, uma consola portátil.

Um console portátil (português brasileiro) ou consola portátil (português europeu) é um console de jogos eletrônicos com tela e controles embutidos e dimensões reduzidas para que possa ser facilmente transportado. Tem como objetivo executar jogos eletrônicos como num videogame. Para isto o aparelho possui tela, controles e caixas de som acoplados juntamente com o console alimentado por pilhas ou baterias.
Consoles portáteis não devem ser confundidos com celulares que rodam jogos ou tablets já que os portáteis são aparelhos feitos para terem como objetivo principal rodar jogos eletrônicos sem precisar de uma tomada ou TV.

## História

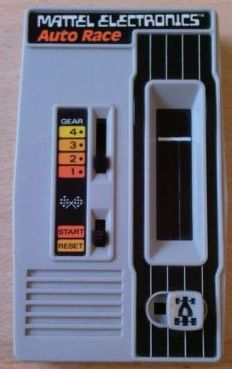
Mattel Auto Race de 1976.

Minigames eletromecânicos começaram a surgir na década de 1950, mas os primeiros aparelhos eletrônicos, como videogames portáteis, foram criados na segunda geração de consoles. Os principais lançados foram a Mattel Eletronic's Games a partir de 1976, que continha jogos como Auto Race, Basketball, Football, a Coleco e a Milton Bradley Company, que também produziram alguns modelos até o surgimento do Microvision em 1979, que foi o primeiro portátil a aceitar cartuchos.
Os consoles portáteis começaram a fazer sucesso a partir de 1980, com o lançamento da série Game & Watch da Nintendo. O seu criador, Gunpei Yokoi, se inspirou na criação do aparelho quando viu uma criança jogando em uma calculadora durante uma viagem, em uma das versões do Game & Watch do jogo Donkey Kong foi introduzidos os primeiros botões direcionais da história dos videogames, que passariam a ser largamente usados tanto em consoles domésticos quantos nos portáteis.
Na quarta geração de consoles, as marcas videogames mais famosas do mundo, Nintendo, Sega e Atari, resolveram lançar seus consoles portáteis. A Nintendo foi a primeira, em 1989, com o Game Boy com tela monocromática, no mesmo ano a Atari lança o Atari Lynx, o primeiro com tela colorida, em 1990 a Sega lança o Game Gear que também possuía tela colorida, no mesmo ano a NEC lança o TurboExpress que era uma versão portátil de seu console o TurboGrafx-16. Apesar de ter o hardware mais fraco, o Game Boy foi o que obteve o maior sucesso devido, principalmente, ao seu preço e a duração das pilhas.
Depois, vieram os portáteis da quinta geração, e somente a Nintendo continuou da quarta para a quinta geração, com o Game Boy Color, e também foram lançados novos consoles, o Neo Geo Pocket, pela SNK e o Game.com, pela Tiger Electronics, todos entre 1997 a 1999.
Na Sexta Geração, foram lançadas continuações da Nintendo e da SNK, o Game Boy Advance e o Neo Geo Pocket Color respectivamente, além do novo N-Gage, lançado pela Nokia como um smartphone que roda jogos e foi considerado um videogame, e a sexta geração foi lançada entre 1998 e 2005.
Na sétima geração, foram lançados os novos consoles da Nintendo e da Sony. A Nintendo lançou o Nintendo DS, Nintendo DS Lite, Nintendo DSi e Nintendo DSi XL, enquanto a Sony lançou o PSP e o PSP Go!, entre 2004 e 2010.
Na Oitava Geração, que começou com consoles portáteis em 2011 pela Nintendo, com o Nintendo 3DS e logo depois, o Nintendo 3DS XL, e a Sony lançou em 2011-2012 o PS Vita. Em 2017 a Nintendo lançou o Nintendo Switch que é um console portátil e de mesa ao mesmo tempo.
atualmente estamos nona geração  de consoles , onde a Valve Corporation lançou o Steam Deck que assim como o Nintendo Switch , ele é também um console de mesa e um console portátil , com isso , várias outras empresas fizeram seus consoles híbridos. enquanto isso , a Nintendo está planejando um Sucessor do Nintendo Switch , mais informações do  "Switch 2" vão ser divulgadas em 2025.

## Linha do tempo
| EMPRESA  | GERAÇÃO              | GERAÇÃO             | GERAÇÃO              | GERAÇÃO                                           | GERAÇÃO                               | GERAÇÃO                                        | GERAÇÃO                           | GERAÇÃO                          | GERAÇÃO                                       | GERAÇÃO                                       | GERAÇÃO                                       | GERAÇÃO                                       | GERAÇÃO                                       |
| EMPRESA  | primeiro (1972–1983) | segunda (1976–1992) | terceira (1983–2003) | quarta (1987–2004)                                | quinta (1993–2006)                    | sexta (1998–2015)                              | sétima (2005–2020)                | oitava (2011–present)            | oitava (2011–present)                         | oitava (2011–present)                         | oitava (2011–present)                         | oitava (2011–present)                         | Nona(2020-present)                            |
| -------- | -------------------- | ------------------- | -------------------- | ------------------------------------------------- | ------------------------------------- | ---------------------------------------------- | --------------------------------- | -------------------------------- | --------------------------------------------- | --------------------------------------------- | --------------------------------------------- | --------------------------------------------- | --------------------------------------------- |
| Atari    |                      |                     |                      | Atari Lynx (+II) (~3 milhões)                     |                                       |                                                |                                   |                                  |                                               |                                               |                                               |                                               |                                               |
| Bandai   |                      |                     |                      |                                                   |                                       | WonderSwan (+Color, SwanCrystal) (3.5 milhões) |                                   |                                  |                                               |                                               |                                               |                                               |                                               |
| NEC      |                      |                     |                      | TurboExpress (1.5 milhões)                        |                                       |                                                |                                   |                                  |                                               |                                               |                                               |                                               |                                               |
| Nintendo |                      |                     |                      | Game Boy (+Pocket, Light) (at least 64.4 milhões) | Game Boy Color (at most 54.3 milhões) | Game Boy Advance family (81.5 milhões)         | Nintendo DS family (154 milhões)  | Nintendo 3DS family (76 milhões) | Nintendo Switch (+Lite\|OLED) (92.87 milhões) | Nintendo Switch (+Lite\|OLED) (92.87 milhões) | Nintendo Switch (+Lite\|OLED) (92.87 milhões) | Nintendo Switch (+Lite\|OLED) (92.87 milhões) | Nintendo Switch (+Lite\|OLED) (92.87 milhões) |
| Nokia    |                      |                     |                      |                                                   |                                       | N-Gage (+QD) (3 milhões)                       |                                   |                                  |                                               |                                               |                                               |                                               |                                               |
| Sega     |                      |                     |                      | Game Gear (10.6 milhões)                          | Nomad (~1 milhões)                    |                                                |                                   |                                  |                                               |                                               |                                               |                                               |                                               |
| Sony     |                      |                     |                      |                                                   |                                       |                                                | PSP (+Go, Street) (81.09 milhões) | PS Vita (16.21 milhões)          | PS Vita (16.21 milhões)                       |                                               |                                               |                                               |                                               |
| Valve    |                      |                     |                      |                                                   |                                       |                                                |                                   |                                  |                                               |                                               |                                               |                                               | Steam Deck (~ 1 milhões)                      |

## Galeria

### 2ª geração de consoles
- Milton Bradley Microvision
- Game & Watch

### 4ª geração de consoles
- Atari Lynx
- Atari Lynx II
- Game Boy
- Game Boy Pocket
- Game Gear
- TurboExpress
- Watara Supervision

### 5ª geração de consoles
- Game Boy Color
- Game.com
- Neo Geo Pocket
- PocketStation
- Sega Nomad
- Virtual Boy

### 6ª geração de consoles
- Game Boy Advance
- Game Boy Advance SP
- Game Boy Micro
- N-Gage
- N-Gage QD
- Neo Geo Pocket Color
- WonderSwan
- Visual Memory Unit

### 7ª geração de consoles
- Nintendo DS
- Nintendo DSi
- PlayStation Portable
- PSP Go

### 8ª geração de consoles
- Nintendo 3DS
- Nintendo 2DS
- New Nintendo 3DS
- PlayStation Vita
- Shield Portable
- Nintendo Switch (híbrido)

### Outros
- Brick Game
- Dingoo A320
- Gizmondo
- GP32
- GPH GP2X
- Mega Duck/Cougar Boy
- Pandora
- Timetop Gameking